# Saint-Pierre-de-Soucy
 Saint-Pierre-de-Soucy  es una población y comuna francesa, en la región de Ródano-Alpes, departamento de Saboya, en el distrito de Chambéry y cantón de Montmélian.

## Demografía
| 309 | 283 | 242 | 243 | 270 | 323 |
| Para los censos de 1962 a 1999 la población legal corresponde a la población sin duplicidades (Fuente: INSEE [Consultar]) |     |     |     |     |     |